# Hallberutindur
Hallberutindur är en bergstopp i republiken Island. Den ligger i regionen Austurland, 400 km öster om huvudstaden Reykjavík. Toppen på Hallberutindur är 1 118 meter över havet.
Trakten runt Hallberutindur är nära nog obefolkad, med mindre än två invånare per kvadratkilometer. Närmaste större samhälle är Reyðarfjörður, nära Hallberutindur. Trakten runt Hallberutindur består i huvudsak av gräsmarker.